# Sara Socas Martín
Sara Socas Martín (Tegueste, Tenerife, 30 d'agost de 1997) és una periodista, cantant de hip-hop, beatboxer, rapera de freestyle i compositora espanyola.
Va estudiar Periodisme i Comunicació Audiovisual a la Universitat Carles III de Madrid. Va començar al món del freestyle rap el 2013 i també toca diversos instruments musicals, com la guitarra, el piano i el baix. És col·laboradora del programa radiofònic La Finestra de la Cadena SER juntament amb el raper Arkano, a més de ser un dels editors a Los 40. També ha impartit tallers de rap en diversos instituts de la Comunitat de Madrid dirigits a adolescents en risc d'exclusió social.
El 2019, va ser una de les dues úniques dones participants en la Batalla de Galls de Red Bull, al costat de la també rapera Erika Dos Santos. El desembre de 2019, va ser l'única dona en participar en les batalles de galls d'exhibició d'Otumba a Ciutat de Mèxic dutes a terme per l'organització de freestyle Beatle League. El seu caràcter feminista a la batalla contra Rapder dins d'aquest esdeveniment la va convertir en trending topic a Twitter donant-la a conèixer entre el gran públic. En 2020 va ser seleccionada per anar com a reserva a la Final Internacional de la Batalla de Galls Red Bull d'aquest any.
El 2019, va presentar al costat de Vlack Motor les seves cançons Ahora me quiero más i Sugarina a més del tema Vuelve amb el cantautor Fran Mariscal. Ha estat inclosa en el cartell del Holika Festival 2020.
Va guanyar la segona edició de la Batalla de Noies de Madrid celebrada el 2017, on va vèncer a la rapera Rasvy a la final. També va arribar als quarts de final de la DH17 Battle i de la Pre-Nacional Battle de Royal Rap. A l'any següent, en 2018, va guanyar la Femme Battle 2018, un torneig de batalles femenines, i la Batalla de Azuqueca 2018. Aquest any també va arribar als quarts de final del Urban Festival de Madrid. El 2019, va ser semifinalista de la competició internacional Batalla dels Galls Red Bull 2019, sent una de les dues úniques dones participants.